# Be on You
"Be on You" é uma canção do rapper americano Flo Rida com participação do cantor Ne-Yo. Lançado como quarto single oficial em 6 de outubro de 2009 pela Poe Boy Entertainment. Foi produzida por Stargate e composta por Tor Erik Hermansen, Mikkel S. Eriksen, Shaffer Smith e Tramar Dillard. Apesar de ter ficado muito tempo nas rádios, o single não foi lançado oficialmente até outubro de 2009, devido a Flo Rida, concentrando-se na promoção de seu outro single "Jump". Que leva uma frase famosa do filme: Anchorman: The Legend of Ron Burgundy usada na letra da canção.

## Posições
| Posições (2009)                              | Melhores posições |
| -------------------------------------------- | ----------------- |
| Brasil - Billboard Brasil Hot 100 Airplay    | 83                |
| Canadá (Canadian Hot 100)                    | 61                |
| Reino Unido (UK Singles Chart)               | 51                |
| Estados Unidos (Billboard Hot 100)           | 19                |
| Estados Unidos (Billboard Mainstream Top 40) | 18                |
| Estados Unidos (Billboard Hot Rap Songs)     | 6                 |